# 朴承振
朴 承振（パク・スンジン、1941年1月11日 - 2011年8月5日 ）は、朝鮮民主主義人民共和国出身のサッカー選手。ポジションはMF。1966 FIFAワールドカップの朝鮮民主主義人民共和国代表メンバーの一人で、キャプテンを務めた。

## 来歴・人物
1966 FIFAワールドカップでは4試合に出場した。初戦のソビエト連邦戦では無得点だったものの、第二戦のチリ戦では88分に同点弾を決めた。これは、北朝鮮代表のW杯初ゴールであり、アジア全体としてもW杯初ゴールであり、W杯通算700ゴール目でもあった。さらには彼のこの得点が北朝鮮代表及びアジアにおける初の決勝トーナメント進出にも繋がった。W杯準々決勝のポルトガル戦にも出場して1得点を決めた。
W杯が終わってから、スパイ容疑で12年間耀徳強制収容所に送られた。これは、支援を行っていた甲山派の朴金喆の粛清の影響があったためとされる。
2002年の映画『奇蹟のイレブン ［1966年W杯 北朝鮮VSイタリア戦の真実］』に出演したが、労働党政権への批判は一切口にすることはなかった。2011年に死去。

## 代表での得点
| # | 開催日         | 開催地                     | 対戦国         | 結果 | 大会                                                      |
| - | -------------- | -------------------------- | -------------- | ---- | --------------------------------------------------------- |
| 1 | 1965年11月21日 | カンボジア、プノンペン     | オーストラリア | 6-1  | 1966 FIFAワールドカップ・アフリカ・アジア・オセアニア予選 |
| 2 | 1965年11月21日 | カンボジア、プノンペン     | オーストラリア | 6-1  | 1966 FIFAワールドカップ・アフリカ・アジア・オセアニア予選 |
| 3 | 1965年11月24日 | カンボジア、プノンペン     | オーストラリア | 3-1  | 1966 FIFAワールドカップ・アフリカ・アジア・オセアニア予選 |
| 4 | 1966年7月15日  | イングランド、ミドルスブラ | チリ           | 1-1  | 1966 FIFAワールドカップ                                   |
| 5 | 1966年7月23日  | イングランド、リヴァプール | ポルトガル     | 3-5  | 1966 FIFAワールドカップ                                   |
| 6 | 1973年5月11日  | イラン、テヘラン           | イラン         | 1-2  | 1974 FIFAワールドカップ・アジア・オセアニア予選           |